# Teleogryllus marini
Teleogryllus marini är en insektsart som beskrevs av Otte, D. och R.D. Alexander 1983. Teleogryllus marini ingår i släktet Teleogryllus och familjen syrsor. Inga underarter finns listade i Catalogue of Life.